# 劉士鏻
劉士鏻（？年—？年），浙江杭州府仁和县人。明朝末年政治人物。

## 生平
崇祯三年（1630年）庚午科浙江乡试舉人，四年（1631年）联捷辛未科进士。工部观政，五年授行人司行人，九年任同考官。